# Equações de Roothaan
As equações de Roothaan são uma representação do método de Hartree-Fock em um conjunto de base não ortonormal. Elas se aplicam para moléculas isoladas ou átomos onde toda orbita molecular ou orbita atômica, respectivamente, estão duplamente ocupadas. Isto é comumente chamada de teoria de Hartree-Fock restrita.
Este método foi desenvolvido de forma independente pelos físicos Clemens C. J. Roothaan e George G. Hall em 1951, e é algumas vezes chamado de equações de Roothaan-Hall. As equações de Roothaan podem ser escritas da seguinte forma:
{\displaystyle \mathbf {F} \mathbf {C} =\mathbf {S} \mathbf {C} \mathbf {\epsilon } }
onde F também é chamado de matriz de Fock (que depende dos coeficientes C por causa das interações entre elétrons), C é uma matriz de coeficientes, S é uma matriz de sobreposição da função de base e {\displaystyle \epsilon } é a matriz das orbitais das energias.